# Chapoda panamana
Chapoda panamana là một loài nhện trong họ Salticidae.
Loài này thuộc chi Chapoda. Chapoda panamana được Arthur Merton Chickering miêu tả năm 1946.